# Qian Zhuangfei
Qian Zhuangfei (钱壮飞, 1895 - 29 mars 1935) est un médecin et réalisateur chinois qui fut espion pour le Parti communiste. Après le massacre de Shanghai de 1927 par le Kuomintang, il infiltre les services secrets des nationalistes et intercepte en 1931 un télégramme rapportant l'arrestation et la défection du chef communiste Gu Shunzhang. Sa réaction rapide permet aux chefs communistes de Shanghai d'évacuer, et il sauve la vie de Zhou Enlai, entre autres, futur Premier ministre de la Chine. Zhou surnomme Qian et les espions Li Kenong et Hu Di les « Trois distingués travailleurs des renseignements du Parti ». Qian est tué en 1935 durant la Longue Marche. Il est le père de Li Lili, l'une des plus célèbres actrices chinoises des années 1930.

## Biographie
Qian est né sous le nom de Qian Beiqiu en 1895 à Huzhou au Zhejiang. Il utilise aussi le nom de Qian Chao,.
Après sa scolarité au lycée de Huzhou, il entre au collège médical national de Pékin en 1914, et travaille dans un petit hôpital puis comme médecin indépendant après son diplôme de 1919. Il épouse sa collègue Zhang Zhenhua. Il enseigne également l'anatomie dans une académie d'art, et s'essaie à la réalisation de films et la transmission radio. Le couple aide à diriger une petite société cinématographique, et Qian écrit et réalise le film Le Sabreur invisible de 1926, avec sa femme et sa fille (plus tard connue sous le nom de Li Lili) comme actrices.
En 1925, Qian et sa femme rejoignent secrètement le Parti communiste chinois et utilisent la réalisation de films et leur métier de médecin comme couverture pour leurs activités clandestines. Leur meilleur ami,Hu Di, rejoint également le Parti, et les trois travaillent étroitement ensemble. Après le massacre de Shanghai de 1927 par le Kuomintang, Qian et sa femme partent pour Kaifeng où ils travaillent brièvement pour le seigneur de guerre Feng Yuxiang, avant de partir à Shanghai fin 1927.

### Espion communiste

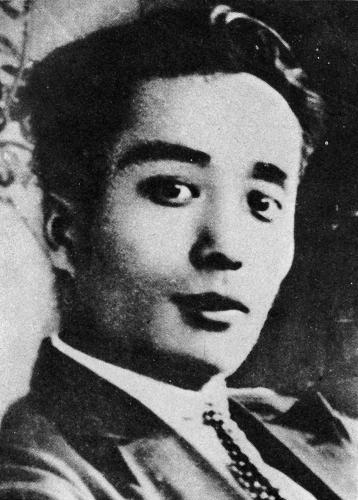

En 1929, le chef communiste Zhou Enlai demande à Qian de rejoindre une classe de formation à la radiotéléphonie à Shanghai. La classe est dirigée par Xu Enzeng (en), chef du département d'investigation du Kuomintang, et a pour mission de recruter des espions. Qian excelle dans la classe et gagne la confiance de Xu, lui aussi natif de Huzhou, qui fait de lui son « secrétaire confidentiel » et le chef coordinateur du quartier-général du renseignement à Nankin chargé de recruter plus d'espions. Cela crée des opportunités pour Hu Di et Li Kenong qui rejoignent les services secrets du Kuomintang comme taupes. Leurs rapports aident l'armée rouge communiste au Jiangxi à contrecarrer les deux premières campagnes d'encerclement de Tchang Kaï-chek.
Le 24 avril 1931, Gu Shunzhang, le chef de la sécurité de Zhou Enlai et commandant de la redoutée brigade rouge du Parti communiste, est arrêté à Wuhan alors qu'il est en mission pour assassiner Tchang Kaï-chek,. Pour sauver sa vie, Gu fait défection et rejoint le Kuomintang, tout en révélant sa grande connaissance des organisations communistes. Qian Zhuangfei intercepte un télégramme envoyé par la police de Wuhan au quartier-général de Nankin, et reconnait immédiatement la gravité de la situation. Il envoie son beau-fils Liu Qifu dans un train express pour Shanghai afin de délivrer l'information à Li Kenong, qui en retour informe Zou Enlai et le chef du renseignement Chen Geng de l'arrestation de Gu,. Les chefs du Parti sont évacués mais de nombreux membres ne sont pas avertis à temps et sont arrêtés et exécutés, dont 40 haut-gradés et 800 membres ordinaires. C'est la plus grande perte des communistes depuis le massacre de 1927,. La couverture de Qian est révélée et il s'échappe juste avant l'arrivée de son ordre d'arrestation.
Qian Zhuangfei, avec Chen Geng, Li Kenong, et Hu Di, est transféré à la base communiste du soviet du Jiangxi–Fujian (en) où Li et Qian contrôlent les forces de sécurité. Qian est également chargé de décoder les télégrammes des forces d'encerclement du Kuomintang.

### Mort et postérité
En 1934, les communistes sont forcés d'évacuer leur base du Jiangxi et commencent la Longue Marche. En mars 1935, Qian est tué durant la traversée de la rivière Wu Jiang au Guizhou,.
Zhou Enlai surnomme plus tard Qian Zhuangfei, Li Kenong et Hu Di, les « Trois plus distingués travailleurs des renseignements du Parti » et déclare que lui et d'autres chefs communistes leur doivent la vie. Li, seul survivant des trois à assister à l'établissement de la République populaire de Chine, reçoit le grade de général en 1955, en dépit du fait qu'il n'ait aucune expérience du combat.

## Famille

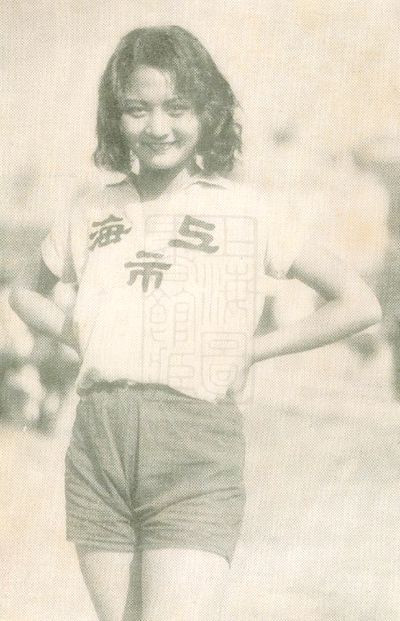
Li Lili, sa fille, est l'un des plus célèbres actrices chinoises des années 1930.

La fille de Qian Zhuangfei, Qian Zhenzhen, est née en juin 1915. Après la fuite de Qian de Nankin pour la base communiste, sa fille est adoptée par le compositeur Li Jinhui et change son nom en Li Lili. Elle devient l'une des plus populaires actrices de cinéma dans les années 1930, parfois surnommée la « Mae West de Chine ».
Qian a aussi deux fils, Qian Jiang et Qian Yiping. Qian Jiang deviendra réalisateur. En 1985, il réalise le film Une Nuit à Jinling (en) basé sur la vie de Qian Zhuangfei.